# Болтон, Мик
Майкл «Мик» Болтон (англ. Michael «Mick» Bolton; р. 10 мая 1950, Лондон, Великобритания) — английский рок-музыкант, прославился как гитарист тогда ещё эйсид-/спейс-рок-группы UFO.
После выпуска первого концертного альбома был уволен из группы в феврале 1972 года.

## Биография
Майкл «Мик» Болтон родился в Лондоне, 10 мая 1950 года.
В 15 лет он впервые взял свою первую электрогитару «Fender Telecaster».
Позже он играл в «UFO» ещё до того, как группа получила своё название.
Кроме самого Болтона, в группе ещё играли Пит Уэй (бас), Тик Тораццо (ударные; 1966—1969), а также Колин Тёрнер (ударные; 1969) и неизвестный певец.
Паркер же с Моггом пришли позже, заменив, соответственно, Тёрнера и певца (имя певца неизвестно).

## UFO
Болтон (до своего ухода в 1972 году), был лидером группы, а также одним из авторов текстов.
Группа несколько задержалась с релизом, так как родители Паркера отказывались подписывать контракт, да и Болтон уже всё больше вытесняется фронтменом группы Филом Моггом.
И наконец, в октябре 1970 года выходит дебютный альбом группы под названием UFO 1. Музыка в альбоме представляла собой хард-рок, с влиянием ритм-н-блюза, спейс-рока и психоделии. Альбом пользовался популярностью в Японии, однако в Великобритании и США прошел незамеченным.
Ровно через год выходит второй альбом группы, UFO 2: Flying. Стиль музыки остается прежним, но, как и предыдущий релиз, UFO 2: Flying также пользуется популярностью лишь в Японии, Франции и Германии, и точно так же проходит незамеченным в остальном мире.
Единственный сингл из альбома, «Prince Kajuku» занимает 26 место в немецком чарте.
25 сентября 1971 года группа записывает свой первый (и единственный в оригинальном составе) концертный альбом Live, который выходит только в Японии.
В феврале следующего года становится очевидно, что Болтон достиг своего творческого предела, поэтому было принято решение, что Болтон должен покинуть группу.
Энди Паркер:

«Мы решили, что Болтон достиг предела своих возможностей. У Мика была клёвая техника игры на соло-гитаре, но его ограниченность становилась очевидной…»Оригинальный текст (англ.)«We decided that Bolton had reached its limit. Mick had a cool lead guitar technique, but his limitations were becoming apparent ...»

## Дискография

### Альбомы
- 1970 — UFO 1
- 1971 — UFO 2: Flying

### Коцертники
- 1971 — Live
- 2017 — Live In Atlanta 1974[7]

### Сборники
- 1976 — Space Metal
- 1993 — The Decca Years

## Прочие ссылки
- Mick Bolton в Discogs
- rocknheavy.net
- metal-archives.com